# Martin J. Blaser
Martin Jack Blaser (* 8. Dezember 1948 in New York City) ist ein US-amerikanischer Mikrobiologe an der Rutgers University (seit Januar 2019).
Blaser erwarb an der University of Pennsylvania einen Bachelor und 1973 an der New York University einen M.D. als Abschluss des Medizinstudiums. Akademische Stationen Blasers waren unter anderem die Vanderbilt University und die New York University School of Medicine. Hier war er von 2000 bis 2012 Leiter (chair) der Inneren Medizin. Für das Gesundheitsministerium der Vereinigten Staaten leitet er den Expertenbeirat gegen Antibiotikaresistenzen.
Blaser ist für seine Arbeiten zur Biologie und Pathogenese von Campylobacter und Helicobacter pylori bekannt. So fand er Hinweise, dass H. pylori zwar Magengeschwüre und bestimmte Formen von Magenkrebs verursacht, aber gegen Refluxkrankheit und Speiseröhrenkrebs schützt. Jüngere Arbeiten Blasers befassen sich allgemein mit der Rolle des Mikrobioms des Menschen für seine Gesundheit und der Bedeutung des zunehmenden Einsatzes von Kaiserschnitt und Antibiotika, die zu einem gewissen „Artensterben“ im Mikrobiom führen, für die Entstehung von Erkrankungen wie Asthma bronchiale, Fettleibigkeit, Diabetes mellitus und Krebs.
Blaser ist der Autor von über 580 wissenschaftlichen Publikationen. Er hat laut Google Scholar (Stand Juli 2019) einen h-Index von 162. Sein populärwissenschaftliches Buch Missing Microbes wurde in 20 Sprachen übersetzt und erschien unter dem Titel Antibiotika Overkill (ISBN 978-3-451-60023-4) auf Deutsch.
Martin Balser ist mit Maria Gloria Dominguez-Bello verheiratet, die ebenfalls Mikrobiom-Forscherin ist.

## Auszeichnungen (Auswahl)
- 2006 Präsident der Infectious Diseases Society of America[5]
- 2013 Mitglied der American Academy of Arts and Sciences[6][7]
- 2014 Alexander Fleming Award der Infectious Diseases Society of America (IDSA)[8]
- 2019 Robert-Koch-Medaille[9]
- Mitglied der National Academy of Medicine